# جائزة غرامي لأفضل ألبوم رقص/إلكتروني
جائزة غرامي لأفضل ألبوم رقص/إلكتروني (بالأنجليزية: Grammy award for best dance/electronic Album) هي جائزة تقدم سنويا لأفضل ألبوم يتعلق بموسيقى الرقص الإلكترونية.